# Eclipse (Yngwie Malmsteen)
Eclipse è un album pubblicato nel 1990 dal chitarrista svedese Yngwie Malmsteen.

## Tracce
1. Making Love – 4:56 –  (Yngwie J. Malmsteen, Göran Edman)
2. Bedroom Eyes – 4:00 –  (Yngwie J. Malmsteen, Göran Edman)
3. Save Our Love – 5:24 –  (Yngwie J. Malmsteen, Göran Edman)
4. Motherless Child – 4:13 –  (Yngwie J. Malmsteen, Göran Edman)
5. Devil In Disguise (Yngwie Malmsteen, Erica Norberg) – 5:45
6. Judas – 4:25 –  (Yngwie J. Malmsteen, Göran Edman)
7. What Do You Want – 3:58 –  (Yngwie J. Malmsteen, Göran Edman)
8. Demon Driver (Lyrics: Yngwie Malmsteen, Erica Norberg) – 3:41
9. Faultline – 5:07 –  (Yngwie J. Malmsteen, Göran Edman)
10. See You In Hell (Don't Be Late) – 3:45 –  (Yngwie J. Malmsteen, Göran Edman)
11. Eclipse – 3:45 –  (Yngwie J. Malmsteen)

## Formazione
- Yngwie J. Malmsteen - chitarra
- Göran Edman - voce
- Mats Olausson - tastiere
- Svante Henrysson - basso
- Michael Von Knorring - batteria